# Рейслинк, Вард
Вард Рейслинк (нидерл. Ward Ruyslinck, настоящее имя — Раймонд де Белсер, 17 июня 1929 — 3 октября 2014) — бельгийский фламандский писатель. Писал на нидерландском языке. На русском языке издан сборник произведений писателя «Мёртвый сезон».

## Биография
Раймонд де Белсер родился 17 июня 1929 года в городке Берхем (современный район Антверпена). Отец работал библиотекарем в нефтедобывающей компании. С восьми лет начал писать стихи, в 1940—1941 годах написал несколько рассказов, некоторые из которых были опубликованы в ежедневной газете «Het Vlaamsche land». В возрасте 12 лет написал свою первую повесть Vaargeulen. Его отец отправил рукопись сына на рецензию писателю Стейну Стрёвелсу, который, впрочем, вернул ее не читая, однако с сопроводительным письмом, полным положительных рекомендаций. В те годы в Бельгии шла Вторая Мировая война и семья де Белсеров переехала из пригорода Антверпена в городок Мортселл, где их дом в 1943 году был уничтожен во время американского авианалёта. С домом погибла и рукопись первого произведения будущего писателя.
После окончания школы в 1947 году Рейслинк поступил в Гентский университет на отделение германских языков, однако в 1948 году бросил учёбу из-за смерти старшего брата, которая его поразила. На смерть брата он написал 5 стихотворений, распространившихся среди родственников и друзей. 
В 1951 году ушел в армию, где впоследствии отказался получить офицерское звание. С 1952 года работал переводчиком в туристическом бюро и нефтяной компании, в 1953 году был назначен куратором художественной галереи в Музее Плантена — Моретуса в Антверпене. Вскоре женился на Элис Бёрм, от которой имел сына Криса.
Печататься начал в начале 50-х годов. Его сборник стихов Fanaal in de mist, изданный в 1956 году, получил бельгийскую награду «Poëzieprijs der Algemene Kunstkamer». Во второй половине 1950-х годов Рейслинк снискал славу как писатель-новеллист: в 1957 году опубликовал рассказ De ontaarde slapers, в котором затронул любимую тему — неравной борьбы между личностью и обществом, а в 1958 году вышло наиболее популярное произведение Рейслинка «Ладан и слёзы» (нидерл. «Wierook en tranen»), действие которого разворачивается на фоне ужасов и трагедий Второй Мировой войны. В обоих произведениях писатель решительно осуждает войну, изуродовавшую его детство. В 1961 году выходит новая новелла Het dal van Hinnom, в которой писатель окончательно разрывает отношения с церковью и обществом.
В 1964 году Рейслинк переехал в город Пулле, где написал роман Het reservaat о призрачности индивидуальной свободы. Это произведение получило премию «Prijs voor Letterkunde van de Vlaamse provincies». В 1966 году Рейслинк написал печальную сказку Golden Ophelia.
Из-за своих взглядов Рейслинк стал популярным среди «левого» студенчества, его поклонники даже выдвинули его на соискание Нобелевской премии от Бельгии, вместе с Луи-Полем Бооном и Хюго Клаусом.
В 1967—1973 годах Рейслинк работал журналистом в издании «Vrede» и совершил несколько путешествий в Польшу, ГДР, Советский Союз, Канаду, Великобританию и Аргентину, после которых опубликовал ряд статей об этих странах.
В 1975 году Рейслинк стал членом Королевской академии наук и искусств Бельгии , а в 1985 году возглавил ее. В 1980 году писатель получил награду «Europalia» за выдающиеся достижения в литературе.
В 1984 году Рейслинк оставил писательскую деятельность. После самоубийства жены в 1990 году, он переехал в Мейзе, где поселился со своей любовницей, на которой позже женился. В 1992 году они совместно создали автобиографический роман De speeltuin.
3 октября 2014 года, около 16:00 писатель Вард Рейслинк скончался от болезни Альцгеймера в доме престарелых в Мейзе в возрасте 85 лет.

## Творчество
В произведениях Варда Рейслинка органично сочетаются вызов обществу, пессимистический взгляд на жизнь, юмор и сатира. Главным мотивом является критика общества и, в то же время, надежда на лучшее будущее. В своих книгах Рейслинк упорно критикует такие крупные деспотические системы как капитализм, религия и государство с милитаристическим аппаратом, впрочем, его критика в достаточной степени осторожна, иногда слишком патетична, иногда сентиментальна. В современном мире стиль Рейслинка кажется несколько высокопарным, однако некоторые поднятые им вопросы остаются актуальными и в XXI веке.
Первое прозаическое произведение Рейслинка, De ontaarde slapers, отличается доминированием философии экзистенциализма. Долгая новелла изображает трагическую послевоенную жизнь двух человек, мужчины по имени Сильвестр и женщины Маргрит. Их психика травмирована войной, у них нет жажды жизни и смысла существования, поэтому постепенно погружаются в собственный мир снов и фантазий. Мотив углубления в собственные фантазии прослеживается в некоторых рассказах более позднего сборника De madonna met de buil (1959). Война является основной темой и самой известной книги Рейслинка «Ладан и слёзы». Сюжет книги — история о приключениях двух малышей, путешествующих по дорогам Европы во время Второй мировой войны. Ярко обрисованы ужасы и трагедии великой войны, увиденной глазами девятилетнего мальчика.
В начале 60-х годов в творчестве Рейслинка начинают доминировать социальная критика и агрессивность. В романе Het dal van Hinnom, где писатель жестко критикует христианскую мораль, описывается схватка нескольких социальных слоев, которая одновременно является бесплодной попыткой индивидуальности найти путь к защите своих прав. Похожие мотивы видны и в романе «Резервация», рассказывающем историю учителя Бейзила Джонаса, которого общество, ориентированное на извлечение прибыли, отталкивает и делает экспонатом в музее пропавших человеческих типов.
По некоторым его произведениям поставлены театральные постановки, а работы «Улитки», Golden Ophelia и «Ладан и слёзы» экранизированы.
Некоторые повести и рассказы Варда Рейслинка переводились на русский язык и вышли в Советском Союзе в сборнике Мёртвый сезон. — М.: Радуга, 1987. — 320 с.